# La Chapelle-Saint-Quillain
La Chapelle-Saint-Quillain är en kommun i departementet Haute-Saône i regionen Bourgogne-Franche-Comté i östra Frankrike. Kommunen ligger i kantonen Gy som tillhör arrondissementet Vesoul. År 2022 hade La Chapelle-Saint-Quillain 146 invånare.

## Befolkningsutveckling
Antalet invånare i kommunen La Chapelle-Saint-Quillain
| Referens: INSEE |